# Салиньи-сюр-Рудон
Салиньи́-сюр-Рудо́н (фр. Saligny-sur-Roudon) — коммуна во Франции, находится в регионе Овернь. Департамент коммуны — Алье. Входит в состав кантона Домпьер-сюр-Бебр. Округ коммуны — Мулен.
Код INSEE коммуны — 03265.

## Население
Население коммуны на 2008 год составляло 813 человек.
| 1962 | 1968 | 1975 | 1982 | 1990 | 1999 | 2008 |
| ---- | ---- | ---- | ---- | ---- | ---- | ---- |
| 1085 | 1093 | 992  | 906  | 811  | 766  | 813  |

## Экономика
В 2007 году среди 490 человек в трудоспособном возрасте (15—64 лет) 353 были экономически активными, 137 — неактивными (показатель активности — 72,0 %, в 1999 году было 69,3 %). Из 353 активных работали 324 человека (200 мужчин и 124 женщины), безработных было 29 (13 мужчин и 16 женщин). Среди 137 неактивных 42 человека были учениками или студентами, 41 — пенсионерами, 54 были неактивными по другим причинам.